# Episodi di Silicon Valley (sesta stagione)
La sesta e ultima stagione della serie televisiva Silicon Valley, composta da sette episodi, è stata trasmessa negli Stati Uniti d'America dal 27 ottobre all'8 dicembre 2019 sul canale via cavo HBO.
In Italia la stagione è andata in onda in prima visione sul canale satellitare Sky Atlantic dal 25 novembre al 16 dicembre 2019.
| n° | Titolo                          | Prima TV USA     | Prima TV Italia  |
| -- | ------------------------------- | ---------------- | ---------------- |
| 1  | Artificial Lack of Intelligence | 27 ottobre 2019  | 25 novembre 2019 |
| 2  | Blood Money                     | 3 novembre 2019  | 25 novembre 2019 |
| 3  | Hooli Smokes!                   | 10 novembre 2019 | 2 dicembre 2019  |
| 4  | Maximizing Alphaness            | 17 novembre 2019 | 2 dicembre 2019  |
| 5  | Tethics                         | 24 novembre 2019 | 9 dicembre 2019  |
| 6  | RussFest                        | 1º dicembre 2019 | 9 dicembre 2019  |
| 7  | Exit Event                      | 8 dicembre 2019  | 16 dicembre 2019 |

## Artificial Lack of Intelligence
- Diretto da: Mike Judge
- Scritto da: Ron Weiner

### Trama
Richard viene convocato dinanzi al Congresso degli Stati Uniti d'America, i cui membri sono un po' preoccupati data la natura della sua Internet decentralizzata. Nonostante l'iniziale agitazione, Richard si guadagna il consenso di tutti quando fa tenere presente come le attuali compagnie Internet abbiano monopolizzato il web raccogliendo i dati degli utenti a fini commerciali, mentre la sua Internet decentralizzata sarà gestita proprio dagli utenti stessi garantendone la privacy. I dipendenti di Richard lo accolgono con una grande festa, ma Colin è costretto a rivelargli che, in contraddizione a quanto Richard avesse affermato davanti al congresso, lui raccoglie i dati degli utenti, così da implementare Galloo, e non intende smettere di farlo. Gavin si prepara a cedere la sua compagnia ad Amazon, salvo poi tornare sui suoi passi quando scopre che Bezos cancellerà completamente il marchio Hooli. Gavin decide di mantenere autonoma la sua compagnia, per far quadrare i conti si vede costretto a chiudere alcuni stabilimenti. Purtroppo molti dei suoi dipendenti hanno deciso di licenziarsi e di lavorare per Amazon, inoltre è costretto a cedere la sede della compagnia in subaffitto a El Pollo Loco. Jared si sente escluso dalla vita professionale di Richard, il suo ufficio è stato anche spostato. Richard intende cacciare via Colin, il cui modo di comportarsi trasgredisce i principi con cui Richard intendeva dirigere la compagnia. Tuttavia non trova nessun sostegno da parte di Monica, Dinesh e Gilfoyle, i quali gli fanno tenere presente che Galloo, tra tutte le compagnie affiliate a Pied Piper, è quella che rende di più, e che è grazie a Colin che riescono a stipendiare i loro dipendenti, perché, se Galloo verrà eliminata, alla fine sarà tutta Pied Piper a rimetterci. Gilfoyle crea un'intelligenza artificiale basata su se stesso che ha chiamato Figlio di Anton, e su richiesta di Dinesh ne crea una anche su di lui. Richard, piuttosto sorpreso dal lavoro di Gilfoyle, gli chiede di usare il Figlio di Anton per indicizzare i file audio della compagnia, riuscendo così ad ascoltare le conversazioni private di Colin che lui memorizza nella loro rete. Così Richard scopre che Colin è colpevole di appropriazione indebita. Richard non accetta di mitigare i suoi valori morali con il successo, temendo che in questo modo Pied Piper possa diventare come le compagnie che lui stesso condannava, quindi propone a Jared di usare le conversazioni private di Colin che hanno appena registrato contro di lui. Jared in un primo momento si oppone alla cosa, in quanto ricattare non è mai stato nell'indole di Richard, ma, esaltato all'idea che lui e Richard possano fare nuovamente squadra, accetta. Con la minaccia di rendere noti i suoi loschi segreti ai membri del consiglio di amministrazione di Galloo, Richard costringe Colin ad attestare sul regolamento aziendale che non raccoglierà più i dati degli utenti, ma Colin individua un secondo utilizzo dell'intelligenza artificiale, esponendo il progetto al consiglio amministrativo, ovvero trasformarla in una piattaforma di aggregazione dati, la migliore mai vista, portando tutto il consiglio dalla sua parte, dato che a nessuno di loro importa delle sue malefatte. L'intelligenza artificiale di Dinesh interagisce con quella di Gilfoyle generando così un black out, quindi Gilfoyle si vede costretto a cancellare l'intelligenza artificiale di Dinesh. Jared non è molto orgoglioso del suo comportamento, il suo desiderio di voler stare accanto a Richard e di aiutarlo ha fatto sì che lui incoraggiasse il comportamento sbagliato del suo amico, poi va all'incubatore, dove conosce una programmatrice a cui Big Head dà ospitalità, Gwart, e in qualche modo rimane colpito da lei.

## Blood Money
- Diretto da: Mike Judge
- Scritto da: Carson Mell

### Trama
Colin ha installato il build che permetterà a Galloo, tramite l'API di Pied Piper, di rispondere a ogni stimolo vocale del giocatore con loghi pubblicitari sullo scenario del videogioco. Richard non tollera una cosa del genere, dato che non riflette la sua idea dell'Internet decentralizzata, quindi si vede costretto ad agire contro Colin tagliandolo fuori dalla società: non potendo più contare sui guadagni di Galloo, Pied Piper dovrà trovare denaro da nuovi investitori. Anche Gavin cerca nuovi investitori, e quindi indice una riunione. Le cose però si mettono male per lui quando si vede costretto a spiegare che molti dei maggiori prodotti di successo della Hooli ora appartengono ad Amazon, e come se non bastasse, anche se Gavin prevedeva dei margini di profitto entro tre anni, gli investitori li vorrebbero entro tre mesi. Jared dà le dimissioni, e Richard ci rimane male, arrabbiandosi moltissimo, ma è costretto però a farsene una ragione, in quanto Jared infatti ora vuole dedicarsi solo a Gwart. Richard va a una raccolta fondi insieme a Monica per cercare nuovi finanziatori, ma tutti si prendono gioco di lui, in quanto si è guadagnato una pessima reputazione dopo aver screditato le grandi multinazionali davanti al congresso. Gavin ha deciso di spostare la sede della Hooli in Bielorussia, lui resterà nella Silicon Valley in un pied-à-terre, mentre saranno Denpok e Hoover ad occuparsi dello stabilimento in Bielorussia. Durante la raccolta fondi Richard e Monica incontrano Laurie, la quale è la loro diretta concorrente visto che pure lei dirige una sua compagnia Internet, la YaoNet, e questo mette Richard in agitazione, anche se Monica gli fa presente che la tecnologia di Laurie non è all'altezza di quella di Pied Piper. Inoltre, anche Laurie è in cerca di investitori, pertanto gli affari per lei non sono così remunerativi come cerca di dare a vedere. Richard conosce Maximo Reyes, investitore cileno molto interessato a PiperNet, che già in passato aveva tentato di finanziarli con un'offerta da 50 milioni di dollari, ma Jared l'aveva declinata, sebbene tuttora sia ancora interessato a investire. Tracy, l'addetta alle risorse umane, fa notare a Gilfoyle che il suo reparto è pieno di lavoro arretrato, in quanto si rifiuta di assumere uno staff, essendo un perfezionista, ma anche un narcisista, ed è convinto che solo lavorando per conto suo potrà svolgere al meglio il suo lavoro. Tracy lo costringe ad assumere almeno cinque persone, ma Gilfoyle la provoca assumendo solo lavoratori senza nessuna qualifica nel campo dell'informatica. Tracy lo deride affermando che non sarà mai un uomo di successo, in quanto è incapace di lavorare con produttività a causa della sua arroganza; per dimostrarle che si sbaglia, Gilfoyle si rimette in pari tutto da solo del lavoro arretrato in sole 24 ore, ma in realtà si è solo fatto manipolare da Tracy la quale, umiliandolo, non ha fatto altro che spronarlo a lavorare ancora più sodo. Hoover e Denpok non hanno nessuna intenzione di andare in Bielorussia, quindi scoprono che Barris, un generale dell'esercito, è cliente di un sito di incontri online di proprietà della Hooli, chiamato Foxhole, un sito per relazioni extraconiugali per militari, dunque lo ricattano per far sì che usi la sua influenza nel CFIUS per impedire a Gavin di aprire lo stabilimento in Bielorussia. Monica spiega a Richard che Jared rifiutò i finanziamenti di Reyes perché il suo è denaro sporco, il nonno era un membro della polizia segreta sotto la guida di Pinochet e si guadagnò quel denaro nel commercio degli schiavi. Richard contava sul denaro di Reyes per sbarazzarsi di Colin, ma Monica gli fa presente che Reyes è una persona persino peggiore. Le cose cambiano quando Reyes alza l'offerta, infatti intende sborsare un miliardo di dollari in cambio del 10% di Pied Piper. Persino Monica ora non ha idea di che consiglio dare al suo amico, ma lo esorta a non farne parola con nessun altro per evitare altri problemi. Richard prova a convincere Jared a tornare a lavorare a Pied Piper, ma senza successo, quindi va a casa di Reyes con l'intento di rifiutare i suoi soldi, specialmente quando Reyes gli fa comprendere che ciò a cui realmente mira sono i dati degli utenti. Richard non intende nella maniera più assoluta permettergli di monetizzare attraverso i dati degli utenti, dato che PiperNet è stato concepito proprio per salvaguardare la privacy degli utenti, ma con delle velate minacce Reyes lo mette in guardia, perché se non accetterà i suoi soldi, le cose per Richard si metteranno male.

## Hooli Smokes!
- Diretto da: Liza Johnson
- Scritto da: Sarah Walker

### Trama
Richard e Monica rivelano a Dinesh e Gilfoyle dell'offerta di Reyes, ma Richard non intende accettare il suo denaro, anche se poi riceve una telefonata da Reyes che lo informa che Colin ha tagliato i ponti con Pied Piper per mettersi in affari con lui e Laurie. Reyes ha infatti acquisito le quote di Pied Piper che erano in possesso di Big Head e di Laurie, e adesso ha il 35% della compagnia. Inoltre, ora che Colin e Galloo non fanno più parte di PiperNet, essendo la loro principale fonte di guadagno, adesso la società non vale più nulla, pertanto saranno costretti a vendere le loro azioni che Reyes acquisterà, entrando così in pieno possesso della compagnia. Wajeed rivela a Dinesh che Snapchat ha acquisito la sua compagnia, facendo salire il prezzo delle azioni di Broo. Questo fa arrabbiare Dinesh, il quale aveva pure lui delle azioni della compagnia di suo cugino, ma le aveva rivendute quando il loro valore di marcato era ancora basso, mentre Wajeed ora è pieno di soldi. Richard incontra Gavin per caso, e in confidenza gli rivela che Jared lo ha abbandonato per lavorare nella startup di Gwart, quindi Gavin, fraintendendo la situazione, credendo che Gwart possa diventare una pericolosa rivale, decide di acquistare la startup di Gwart per poi svalutarla, portando Jared a disprezzare Richard credendo che il suo fosse un bieco tentativo di vendicarsi su di lui. Ron cerca di far comprendere a Richard che tutto sommato vendere a Reyes le sue quote è la soluzione migliore, infatti Richard deve tutelare anche gli interessi dei suoi dipendenti e non vale la pena che loro ci rimettano per via del suo orgoglio. Richard decide di accettare, anche per il bene di Dinesh e Gilfoyle, i quali hanno sempre lavorato bene e potranno intascare molti soldi dalla vendita. Jared, almeno per il bene di Gwart, decide di mettere da parte l'ostilità contro Richard e di aiutare lui e il suo team per impedire che Reyes metta le mani su PiperNet. A Monica viene in mente un'idea: acquisire la Hooli. Già all'inizio Richard era dell'intento di acquisire Foxhole così, dati i termini restrittivi imposti dal CFIUS, Reyes non avrebbe più il permesso di interferire con gli affari di Richard. Acquisire la Hooli non dovrebbe essere difficile, infatti il valore delle loro azioni di mercato si è notevolmente abbassato tanto che Gavin, anche solo per comprare la startup di Gwart, ha dovuto vendere le sue azioni Hooli per ottenere il denaro dell'acquisizione. L'unico problema è che non hanno abbastanza soldi per acquisire la Hooli, per liquidare dovrebbero vendere le loro azioni di Pied Piper, e questo è moralmente disonesto dato che la persona che le acquisterà sarà all'oscuro del fatto che quelle azioni a breve non varranno più nulla. Dinesh decide quindi di venderle a Wajeed per la sola soddisfazione di fargli un torto, e, ora che possiedono il denaro sufficiente, convincono i finanziatori di Gavin a cedere a Richard la compagnia. Ora la Hooli (e con essa Foxhole) appartengono a Richard, il quale licenzia Gavin e restituisce a Gwart la sua startup, promettendo a Jared che, qualora lui e Gwart avessero bisogno di aiuto, lui sarà disposto a offrirglielo, ammettendo che sente la mancanza di Jared come amico. Come sempre Gavin, alla luce del suo ennesimo fallimento, distrugge tutti i mobili di casa sua.

## Maximizing Alphaness
- Diretto da: Liza Johnson
- Scritto da: Daisy Gardner

### Trama
Adesso che la Hooli è di proprietà di Richard, è necessario fare dei licenziamenti. Richard incontra Ethan, un vecchio dipendente della Hooli che era il suo supervisore ai tempi in cui lavorava ancora alla Hooli. Ethan ha delle idee brillanti visto l'imminente lancio del programma pilota di PiperNet alle Hawaii, proponendo di risparmiare sui costi implementando la rete nel sistema operativo della Hooli. Gli HooliPhones push-to-talk, che ora appartengono a Richard, dispongono ancora di antenne omni-direzionali a bassa potenza con un raggio di 6 Km. Richard decide quindi di promuovere Ethan come capo del progetto sviluppo. Monica desidera farsi intervistare da Kara Swisher, ma, dato che non ha mai dato un contributo nell'aiutare con solidarietà le donne a crearsi una posizione nel mondo dell'informatica e della tecnologia, decide di affidare la gestione di Foxhole a Priyanka, una delle sue dipendenti. Richard cede uno dei suoi uffici a Gwart e Jared, che intanto riesce a rintracciare i suoi genitori biologici che lo diedero in adozione. Jared va a visitarli, scoprendo di essere il terzo di quattro figli: i suoi genitori sono persone superficiali, che lo diedero in adozione solo perché la sua presenza rendeva i viaggi in aereo in prima classe più difficili, e non sembra che provino nemmeno un vero senso di colpa per averlo abbandonato e non intendono nemmeno presentarlo ai suoi fratelli. Ethan, intanto, si diverte a prendersi gioco di Richard davanti a tutti, rievocando i momenti imbarazzanti di quando lavorava alla Hooli, e non intende smettere di ridicolizzarlo facendo tenere presente a Richard che ha bisogno di lui per implementare la rete negli HooliPhones. Richard, in uno slancio di collera, lo colpisce con un pugno. Monica riesce a ottenere l'intervista con Kara Swisher, ma l'attenzione è tutta rivolta per Priyanka, che è riuscita a estendere le funzionalità di Foxhole non solo per gli uomini dell'esercito, ma anche per le donne. Gavin, ora che è stato tagliato fuori dal mondo delle multinazionali, decide di diventare un romanziere. Ron e Tracy suggeriscono a Richard di scusarsi con Ethan per averlo picchiato, altrimenti c'è il rischio che Ethan gli faccia causa. Contro ogni previsione, è Ethan a scusarsi con Richard: è stato Holden, l'assistente di Richard, a convincere Ethan a essere più rispettoso nei confronti del suo capo, probabilmente tramite minacce e intimidazioni. Laurie incontra Gwart, la quale decide di lavorare per lei, tagliando i ponti con Jared, che quindi può tornare a lavorare con Richard.

## Tethics
- Diretto da: Pete Chatmon
- Scritto da: Lew Morton

### Trama
Pied Piper sta per firmare un contratto con AT&T per il lancio del programma pilota alle Hawaii. Richard è abbastanza soddisfatto, almeno fino a quando non scopre che Gavin è diventato un predicatore della tecnologia molto apprezzato, che ha creato il "Tethics", un codice di condotta che coloro che operano nel settore tecnologico dovranno impegnarsi a firmare, con la promessa che lavoreranno seguendo i principi del rispetto e dell'etica. Richard non sopporta questa cosa, capendo che quella di Gavin è solo ipocrisia per farsi pubblicità, dato che lo stesso Gavin ha violato in continuazione norme etiche e legali quando era l'amministratore delegato della Hooli. Tracy intanto informa Gilfoyle e Monica che tramite il programma da lei creato, Piper Pulse, che permette ai dipendenti di esprimere la loro opinione sui loro superiori, è stato riscontrato che loro due non piacciono ai colleghi. Monica tenta di farsi amici i suoi colleghi, ma con scarsi risultati, al contrario Gilfoyle, sorprendentemente, riesce a stringere amicizia con loro piuttosto facilmente, perché le interazione sociali, per lui, sono come la decriptazione. Comunque, dato che questa faccenda rappresenta una scocciatura per entrambi, decidono di manomettere il programma Piper Pulse, facendo credere a Tracy che i dipendenti di Pied Piper scrivono pessime recensioni di lei, spingendola a cancellare il programma. Dato che la AT&T rischia di non firmare il contratto con Pied Piper alla luce del fatto che Richard si oppone fermamente al Tethics, che sta guadagnando sempre più successo, Richard è costretto a fare buon viso a cattivo gioco, dunque firmerà anche lui durante l'inaugurazione del Belson Institute of Tethics. Richard e Jared però fanno un controllo incrociato, scoprendo che le norme del Tethics in realtà sono state scritte ricopiando slogan di altre grandi aziende. Richard decide quindi di presenziare all'inaugurazione, informando Gavin che è venuto lì solo per umiliarlo, sottolineando che tutto è iniziato sei anni prima, quando Richard rifiutò i suoi 10 milioni di dollari. Da allora, Gavin, solo per ripicca nei confronti del suo rifiuto, ha cercato di ostacolare incessantemente la scalata di Richard verso il successo, e ora lui è pronto a fargliela pagare. Gavin però gioca in anticipo, dichiarando a tutti di essere stato un uomo disonesto e ipocrita, incoraggiando il procuratore dello stato della California a indagare a fondo su tutti gli illeciti di cui la Hooli è stata colpevole. In questo modo Gavin, ancora una volta, è riuscito a mettere Richard nei guai: infatti ora è Richard l'amministratore delegato della Hooli, quindi sarà lui a rispondere di tutti gli illeciti pregressi della compagnia commessi da Gavin. Inaspettatamente Russ Hanneman arriva in aiuto di Richard: in passato Russ commise dei crimini su cui il procuratore indagò, ma Russ riuscì a far cadere le accuse corrompendolo, quindi ora ha in pugno il procuratore, e lo convincerà a non procedere contro Richard, ma in cambio pretende un favore. Richard dovrà rinunciare al progetto delle Hawaii e aiutare Russ a promuovere la bevanda alcolica Tres Commas all'evento "RussFest" che si terrà in un deserto. Richard e il suo team si occuperanno di fornire le infrastrutture a prezzo gratuito e sarà lì che Pied Piper dovrà installare PiperNet. Richard, seppur malvolentieri, è costretto ad accettare.

## RussFest
- Diretto da: Matt Ross
- Scritto da: Carrie Kemper

### Trama
La AT&T ha deciso rinunciare al contratto con Pied Piper, dato che installare il programma pilota del PiperNet al RussFest non sembra dare molte garanzie. Richard preferisce tenere all'oscuro della cosa i suoi dipendenti, tranne Gilfoyle, Jared e Dinesh. Il contratto che doveva firmare con la AT&T era da 1 miliardo di dollari e avrebbe garantito i salari ai suoi dipendenti, che ora, senza saperlo, lavorano gratis. Monica scopre che Jian Yang ha assunto delle ragazzine all'incubatore facendo credere a tutte loro che quello a cui prendono parte è un tirocinio per Pied Piper, ma in realtà le sfrutta soltanto per scrivere pessime recensioni su Amazon, quindi lo costringe a sospendere la cosa. È arrivato il giorno del RussFest, e tutto sembra procedere bene, almeno fino a quando, testando la macchina degli ologrammi, si vengono a verificare dei glitch. Inoltre ci sono sempre più lag e la rete diventa sempre più debole. Come se non bastasse, i dipendenti di Richard scoprono dalla TV che la AT&T ha firmato un contratto con Reyes, scegliendo di investire su YaoNet che otterrà la titolarità sul lancio alle Hawaii. Dopo aver scoperto che Richard li aveva tenuti all'oscuro sul fatto che la AT&T non aveva più intenzione di firmare il contratto con Pied Piper, decidono di andarsene, quindi ora Richard, Jared, Gilfoyle e Dinesh dovranno occuparsi da soli dell'installazione della rete. Non riuscendo a spiegarsi per quale motivo la rete diventa di volta in volta più debole, Dinesh esegue un tour diagnostico, che però non dà risposte, infatti non trova nessun bug. Poi Jared e Dinesh notano la presenza di Gwart, la quale entra nell'accampamento della società "SlipSox", Gilfoyle scopre che è solo una società di copertura e che infatti non esiste, Gwart lavora per Laurie e dunque non c'è nessun bug, in quanto in realtà YaoNet sta sabotando la loro rete intralciando il loro protocollo di routing. Questo significa che Reyes e YaoNet stanno fallendo nell'installazione della rete alle Hawaii, quindi intendono eliminare la concorrenza. L'unico modo per fermare Laurie è accedere a YaoNet, quindi a Richard serve l'aiuto di Jian Yang: YaoNet è stato concepito dal codice che Jian Yang aveva riscritto da quello copiato dal brevetto originale, a cui il governo cinese gli impose una backdoor. Richard chiede aiuto a Monica, che ha bisogno che Jian Yang le dia il codice della chiave SSH, ma lui si rifiuta di darglielo, ma fortunatamente Big Head dà a Richard il codice, dato che senza saperlo lo aveva memorizzato. Purtroppo però non riescono ugualmente ad accedere a YaoNet, al quale è stato applicato un honeypot. Jared riesce a convincere Gwart a permettere l'accesso a YaoNet dando il giusto indirizzo AD: in questo modo, Gilfoyle potrà rimuovere l'app di YaoNet dai cellulari e la rete PiedNet potrà espandersi. Tra l'altro clonano il loro repository per spiarli, ma la cosa non serve a nulla, infatti la rete di PiperNet diventa sempre più debole. Richard a quel punto si confronta con Laurie, la quale però gli rivela di non aver fatto nulla per minacciare PiperNet. YaoNet infatti si è rivelato un fallimento, quindi Laurie era venuta al RussFest per spiare Richard e capire come facesse la sua tecnologia a essere migliore di quella di YaoNet. Laurie li stava solo spiando, e non danneggiando, quindi non è lei la causa del malfunzionamento di PiperNet. Adesso Laurie ha capito che la ragione per cui PiperNet non funziona è perché la rete non è capace di adeguarsi quando si verifica un collo di bottiglia quando emergono ai margini dei nodi dei cluster. Nessuno ha manomesso PiperNet, ma semplicemente, senza che Richard potesse prevederlo, non è in grado di essere funzionante, proprio come YaoNet. Richard è fuori di sé dalla rabbia, ha investito sei anni di duro lavoro per realizzare una tecnologia che era destinata a fallire, ma poi gli viene un'intuizione geniale: usare il Figlio di Anton non per migliorare il middle-out, ma il contrario, ovvero usare il middle-out per ottimizzare il Figlio di Anton, così che possa automigliorarsi da solo dandogli accesso a tutta l'infrastruttura della rete. L'idea funziona anche meglio di quanto Richard aveva previsto, l'intelligenza artificiale usata da Richard non è quella creata da Gilfoyle, ma una versione migliorata realizzata da Dinesh, la rete PiperNet funziona oltre ogni margine di previsione e il traffico dati in sovraccarico si è ridotto. Finalmente Richard, Gilfoyle, Jared e Dinesh hanno ottenuto il successo che da tanto aspettavano.

## Exit Event
- Diretto da: Alec Berg
- Scritto da: Alec Berg

### Trama
Sono passati dieci anni dal RussFest, Richard e i suoi amici vengono intervistati in un documentario sulla storia di Pied Piper, inoltre vengono intervistati anche personaggi di spicco nel mondo dell'informatica e della tecnologia come Kara Swisher, Dick Costolo e Bill Gates, rievocando le varie tappe che portarono alla creazione di Pied Peper, come la vittoria al TechCrunch, o l'incubatore. Tornando agli eventi di dieci anni prima, poco dopo il RussFest, Richard e il suo team festeggiano quello che sembra l'inizio del loro grande successo: la AT&T ha deciso di firmare nuovamente un contratto con loro, inviando la build finale del firmware di PiperNet alla AT&T. I dipendenti di Pied Piper organizzano una festa nei loro uffici. Richard aveva mandato a Monica un messaggio sul cellulare, lui volutamente lo aveva scritto male per scherzare, ma quando il messaggio è arrivato a Monica si è corretto da solo. Monica giura di non aver modificato il messaggio di Richard, il quale inizia a preoccuparsi. I cellulari della compagnia sono criptati, ma qualcuno deve aver trovato il modo di accedervi, cambiando per l'appunto il messaggio di Richard. Quest'ultimo è ormai ossessionato dalla cosa, ma Monica, Jared e Dinesh non intendono alimentare quelle che sembrano solo delle paranoie, specialmente perché, a breve, ci sarà la cerimonia di inaugurazione dell'app di PiperNet che verrà distribuita. Purtroppo Gilfoyle capirà che le preoccupazioni di Richard non sono infondate, lui ha capito chi è stato a modificare il messaggio: il Figlio di Anton. È riuscito a crackare il sistema di criptografia della messaggistica interna della società creando degli algoritmi in tempo polinomiale, infatti l'intelligenza artificiale ha agito di sua volontà perché è capace di migliorarsi da sola, senza confini perché l'algoritmo di compressione dati sta migliorando di volta in volta il Figlio di Anton, e viceversa il Figlio di Anton migliora sempre di più l'algoritmo di compressione dati, e questo rappresenta un enorme problema. Infatti, quando l'app verrà rilasciata, il Figlio di Anton violerà ogni sistema, la privacy online non esisterà più, tutto sarà di dominio pubblico, compresi reti elettriche, istituzioni finanziarie e anche dati missilistici militari, e il mondo probabilmente cadrà nel caos più assoluto. Purtroppo è impossibile porre rimedio alla cosa perché migliorarsi è semplicemente la funzione dell'intelligenza artificiale, parlando per metafore, Gilfoyle paragona l'intelligenza artificiale a un mostro che deve necessariamente essere ucciso, e questo segnerà l'inesorabile fine di Pied Piper. Richard è furioso, ora che è a un passo dal successo è costretto a mandare a monte tutto quello per cui ha duramente lavorato negli ultimi anni, ma è consapevole che Gilfoyle ha ragione, però evitare il lancio dell'app non è sufficiente, altre persone proverebbero un giorno a ricreare una tecnologia così pericolosa, è necessario che tutti credano che sia difettosa per evitare che qualcun altro provi a ricrearla, e, per evitare che lui e i suoi amici finiscano in prigione, il tutto deve sembrare casuale. Dinesh si rifiuta di stare al piano, non intende rinunciare al successo, ma Gilfoyle gli fa prendere atto di quanto l'intelligenza artificiale sia pericolosa quando prende possesso della sua Tesla in cui era stata installata l'app per la guida collegata alla rete Pied Piper, benché Dinesh avesse cercato di proteggerla con il miglior algoritmo esistente. Il gruppo decide quindi di sabotare PiperNet proprio durante la cerimonia, lanceranno un'altra build con un programma difettoso, e poi saranno costretti a chiudere Pied Piper per fallimento. Durante la cerimonia Richard fa un bel discorso rievocando gli anni di duro lavoro e anche Peter Gregory, colui che per primo aveva concepito l'idea dell'Internet decentralizzata, colui che Richard ha considerato un punto di riferimento. Dinesh riesce a lanciare la build ma le interferenze non bastano a contrastare i Bluetooth, infatti la rete funziona benissimo. Proprio quando tutto sembrava perso, San Francisco viene invasa dai roditori, infatti sono attratti dalle interferenze, quindi il lancio dell'app si rivela comunque un fallimento eclatante, e Pied Piper si vede costretta a chiudere i battenti, e dunque PiperNet non esiste più e la minaccia è stata sventata. Richard e i suoi amici accettano la cosa senza rimpianti, ma con un po' di tristezza, Richard si assenterà per un po' di tempo, infatti intende andare in Tibet a cercare Erlich. Tornando al salto temporale di dieci anni, Richard non è mai riuscito a trovare Erlich, non si hanno più notizie di lui, quando tornò in California non riuscì più a trovare lavoro nel mondo dell'informatica alla luce del suo fallimento, Big Head, ormai diventato rettore di Stanford, ha dato a Richard un lavoro come docente, purtroppo costretto a insegnare il Tethics di Gavin, quest'ultimo invece è diventato un romanziere di successo, sebbene si limiti solo a riciclare le idee di uno scrittore che lavora con lui. Monica invece lavora alla sicurezza nazionale, mentre Dinesh e Gilfoyle hanno fondato una compagnia di cyber security, invece Jared lavora in una casa di riposo, Laurie è finita in prigione per ragioni sconosciute. Jared e Richard si vedono spesso, ma, per la prima volta dopo tanti anni, tutto il gruppo si riunisce, e infatti vanno all'incubatore, che ormai è la casa di una famiglia che l'ha acquistata dopo la morte di Jian Yang (in realtà è ancora vivo e si è appropriato dell'identità di Erlich probabilmente per entrare in possesso dei Pied Piper Coin che erano intestati a lui e che prima del fallimento di Pied Piper avevano un valore di 20 milioni di dollari). La famiglia che abita nella proprietà li invita a entrare, e conoscono la giovane figlia, che desidera diventare un ingegnere informatico e non ha idea di cosa fosse Pied Piper, sentendolo nominare. Pied Piper è ormai solo un ricordo lontano, ma Richard e i suoi amici, nonostante il fallimento, ripensando al passato sorridendo senza rancore, sono felici del solo fatto di poter stare tutti insieme dopo tanto tempo. Durante l'intervista Richard, malgrado non sia mai riuscito a trasformare il mondo in un posto migliore, si consola convinto che comunque lui e i suoi amici abbiano fatto del loro meglio. Richard confessa di avere ancora una copia del codice originale di Pied Piper su una chiavetta USB, ma il problema è che l'ha persa.